# Femlin

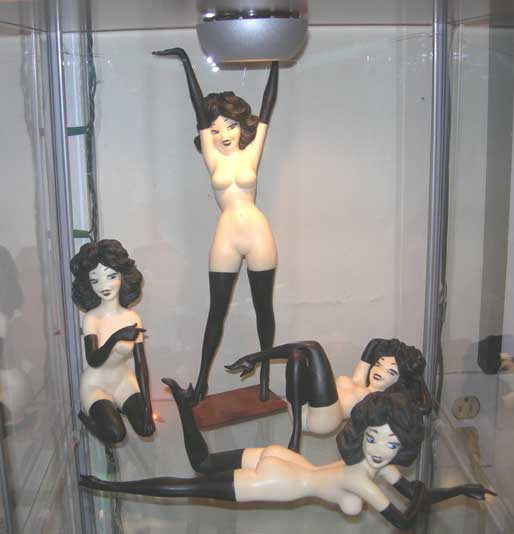
Femlinfiguren aus dem Jahr 1963

Ein Femlin ist eine Comicfigur des amerikanischen Künstlers LeRoy Neiman aus der Rubrik "Party Jokes" des Playboy Magazins.

## Geschichte
1954 schloss sich Neiman mit Hugh Hefner, dem Herausgeber des Playboy Magazins, zusammen und schuf über Jahrzehnte hinweg Gemälde und Illustrationen für das Magazin. Im Rahmen der Zusammenarbeit kreierte er die Femlins, eine Gruppe von illustrierten Mädchen, die in langen Handschuhen, Overknee-Strümpfen und High Heels gekleidet waren. Die Femlins wurden 1955 eingeführt, um die Playboy Rubrik "Party Jokes" visuell zu unterstützen. Später entwickelte der Künstler sie zu zwölf Zoll großen Tonmodellen, die für das Magazin fotografiert wurden. 1963 veröffentlichte Playboy eine Bilderserie mit dem Titel "The Femlin Comes To Life".